# Arapeguir
Arapeguir (em turco: Arapgir), Arabequir (em armênio: Արաբկիր; romaniz.: Arabkir) ou Erebeguir (em curdo: Erebgir)  é um município e distrito da província e área metropolitana de Malátia, na Turquia. O distrito tem 987 km² de área e em dezembro de 2021 tinha 10 119 habitantes (densidade: 10,3 hab./km²).

## Nome
Seu nome provavelmente está relacionado à antiga cidade de Arabracnua, perto da qual foi construída. Uma vez que a cidade foi conquistada pelos árabes durante a Idade Média, pensa-se que o nome pode estar relacionado às palavras turcas para "árabe" (arab) E "escrever" (ger), o significaria algo como "[o] árabe entrou/entra". Na etimologia popular armênio, o nome significa "na margem do rio". Durante o Império Bizantino, foi referida como Arapraces (em grego: Αραπράκης; romaniz.: Araprákēs).

## Geografia
Arapeguir está situada na margem direita do Eufrates, 14-15 quilômetros a oeste da confluência do Eufrates oriental e ocidental, entre as cidades de Quemalie e Elaze, a cerca de 70 quilômetros ao norte de Malátia. Fica localizada num planalto situado no sopé da cordilheira do Antitauro, na nascente do rio Vosque (Arapeguir, Bulaneque). Sua localização é alta e há campos férteis espalhados pelas cercanias. Há água em abundância, mas água potável é escassa. O inverno dura de novembro ao início de abril e o verão é quente e seco. Arapeguir é famosa por suas frutas, especialmente uvas, e explora minas de prata da região. Ela se conecta com Sivas por uma estrada pavimentada prolongada até o Eufrates.

## História
A cidade atual de Arapeguir foi construída em meados do século XIX, mas cerca de duas milhas a nordeste fica a cidade velha, agora chamada Esquixequir (em turco: Eskişehir, lit. "cidade velha"). Em fontes de diferentes épocas, foi considerada uma fortaleza, vila, cidade-fortaleza ou cidade. Historicamente, fez parte da Armênia Menor. Com a eventual anexação da região pelos romanos, foi incluída na província da Armênia Tércia, com capital em Melitene (Malátia). Sua reconstrução foi atribuída a Senequerim-João (r. 1003–1021), que em 1021/22 concordou em entregar o Reino de Vaspuracânia ao Império Bizantino em troca da região de Arapeguir e Sebasteia (Sivas). Desde então, a cidade não mudou significativamente. Desde o século XV, faz parte do Império Otomano, num ponto no qual era uma cidade rural economicamente pouco relevante. No século XIX, faria parte do vilaiete de Sivas.